# Тарн (департамент)
Тарн (на френски: Tarn) е департамент в регион Окситания, южна Франция. Образуван е през 1790 година от части на дотогавашната провинция Лангедок. Площта му е 5758 км², а населението – 388 456 души (2016). Административен център е град Алби.